# Mona Vale Road
Die Mona Vale Road ist eine Ausfallstraße im Nordosten des Großraum Sydney im Osten des australischen Bundesstaates New South Wales. Sie verbindet den Pacific Highway  im nördlichen Vorort Pymble mit der Pittwater Road in Mona Vale. Die Mona Vale Road ist Teil der Metroad 3, die sich nach Südwesten über die Ryde Road, die Lane Cove Road, die Devlin Street, die Church Street, die Concord Road, den Homebush Bay Drive, den Centenary Drive, die Roberts Road, die Wiley Avenue und schließlich die King Georges Road fortsetzt. Zusammen bilden diese Straßen eine westliche Spange um die Stadt Sydney.

## Verlauf
An der Kreuzung mit dem Pacific Highway (Met-1) wird die von Südwesten kommende Ryde Road zur Mona Vale Road, die weiter nach Nordosten zieht. Durch den Vorort St. Ives führt sie aus der Stadt heraus und an der Grenze zwischen dem Garigal-Nationalpark und dem Ku-ring-gai-Chase-Nationalpark nach Ingleside.
In Mona Vale erreicht die Straße an der Pittwater Road (Met-10) ihren Endpunkt. Von dort aus führt die Barrenjoey Road (S14) weiter an der Küste entlang nach Nordosten.